# Maliattha umbrina
Maliattha umbrina là một loài bướm đêm trong họ Noctuidae.